# 5 000 mètres masculin aux Jeux olympiques d'été de 1972
Navigation
Mexico 1968 Montréal 1976
L'épreuve du 5 000 mètres masculin aux Jeux olympiques de 1972 s'est déroulée du 8 au 10 septembre 1972 au Stade olympique de Munich, en République fédérale d'Allemagne.  Elle est remportée par le Finlandais Lasse Virén.

## Résultats

### Finale
| Rang               | Athlète             | Pays                 | Temps         | Notes |
| ------------------ | ------------------- | -------------------- | ------------- | ----- |
| Médaille d'or      | Lasse Virén         | Finlande             | 13 min 26 s 4 | OR    |
| Médaille d'argent  | Mohammed Gammoudi   | Tunisie              | 13 min 27 s 4 |       |
| Médaille de bronze | Ian Stewart         | Royaume-Uni          | 13 min 27 s 6 |       |
| 4                  | Steve Prefontaine   | États-Unis           | 13 min 28 s 4 |       |
| 5                  | Emiel Puttemans     | Belgique             | 13 min 30 s 8 |       |
| 6                  | Harald Norpoth      | Allemagne de l'Ouest | 13 min 32 s 6 |       |
| 7                  | Per Halle           | Norvège              | 13 min 34 s 4 |       |
| 8                  | Nikolay Sviridov    | Union soviétique     | 13 min 39 s 4 |       |
| 9                  | Frank Eisenberg     | Allemagne de l'Ouest | 13 min 40 s 8 |       |
| 10                 | Javier Álvarez (en) | Espagne              | 13 min 41 s 8 |       |
| 11                 | Ian McCafferty      | Royaume-Uni          | 13 min 43 s 2 |       |
| 12                 | David Bedford       | Royaume-Uni          | 13 min 43 s 2 |       |
| 13                 | Juha Väätäinen      | Finlande             | 13 min 53 s 8 |       |
|                    | Mariano Haro        | Espagne              | DNS           |       |

## Légende
Records et Performances
- AR : Record continental (area record)
- CR : Record des championnats (championship record)
- MR : Record du meeting (meet record)
- NR : Record national (national record)
- OR : Record olympique (olympic record)
- PR : Record paralympique (paralympic record)
- PB : Record personnel (personal best)
- SB : Meilleure performance personnelle de la saison (season's best)
- WL : Meilleure performance mondiale de l'année (world leader)
- WJR : Record du monde junior (world junior record)
- WR : Record du monde (world record)

Circonstances et Conditions
- DNF : N'a pas terminé (did not finish)
- DNS : N'a pas pris le départ (did not start)
- DQ : Disqualification (disqualification)
- NM : Aucun essai valable enregistré (No Mark)
- Q : Qualifié « directement » au prochain tour (ou à la prochaine compétition), lors d'une compétition majeure, grâce au classement ou à la réalisation des minima (automatic qualifier)
- q : Qualifié au prochain tour (ou à la prochaine compétition), lors d'une compétition majeure, grâce au repêchage ou à la réalisation de l'une des meilleures performances parmi celles des « non qualifiés directement » (grâce au meilleur temps ou à la meilleure distance par exemple) (secondary qualifier)